# Juliette (film)
Pour les articles homonymes, voir Juliette.
Pour plus de détails, voir Fiche technique et Distribution.
Juliette est une comédie dramatique française réalisée par Pierre Godeau et sortie en 2013.

## Synopsis
Juliette est une jeune femme de vingt-cinq ans. Dans cette période de transition où l'on devient adulte et que l'on doit faire des choix, elle tente de se trouver par toutes les manières possibles sans jamais vouloir vraiment grandir. Elle se heurte alors ses proches et à des réalités de la vie qui la pousse dans ses retranchements.

## Fiche technique
- Titre : Juliette
- Réalisation : Pierre Godeau

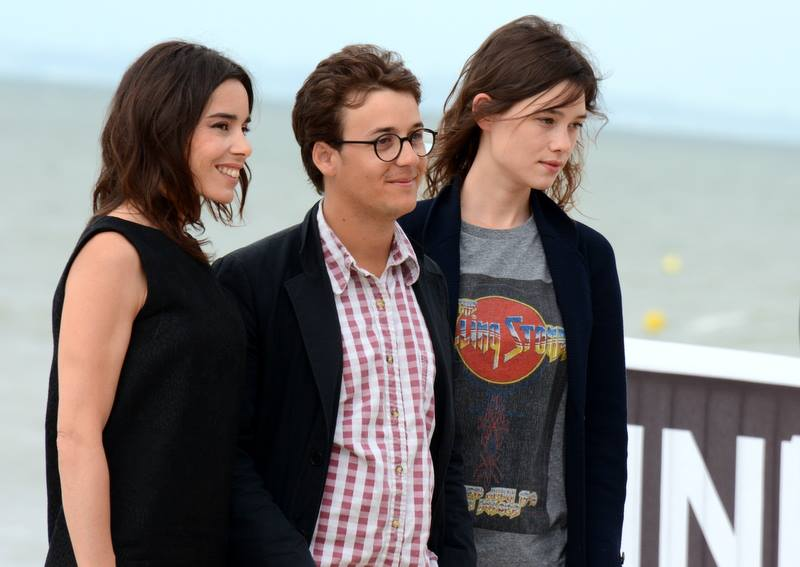
Élodie Bouchez, Pierre Godeau et Àstrid Bergès-Frisbey lors de la présentation du film au festival du film de Cabourg 2013.

- Scénario : Saskia de Rothschild et Pierre Godeau
- Musique : Valérie Lindon
- Photographie : Muriel Cravatte
- Montage : David Dan, Thierry Derocles et Pierre Godeau
- Son : Roland Voglaire, Dominique Warnier, Christian Fontaine
- Producteur : Nathalie Gastaldo Godeau et Philippe Godeau
- Production : Pan-Européenne et LW Production, en association avec Indéfilms 1
- Distribution : Wild Bunch
- Pays :  France
- Durée : 81 minutes
- Genre : comédie dramatique
- Dates de sortie : 
  -  France : 17 juillet 2013

## Distribution
- Àstrid Bergès-Frisbey : Juliette
- Féodor Atkine : le père de Juliette
- Yannik Landrein : Antoine
- Élodie Bouchez : Louise
- Sébastien Houbani : Gaétan
- Roman Kolinka : Charles
- Nina Meurisse : Lou
- Yoli Fuller : Paul
- Manu Payet : Oscar
- Thomas Durand : Gaspard
- Abel Jafri : Kimel

## Réception
Le film reçoit des critiques mitigées et négatives tant de la presse que des spectateurs. Si certains y voient un portrait juste mais maladroit « d’une génération en quête de repères » (Écran Large), d'autres trouvent le film « poseur et bavard » (Critikat.com), ou critiquent un « portrait maniéré » « dépourvu de distance critique vis-à-vis du microcosme privilégié auquel il se restreint » (Le Monde).